# Strzyżewice (Lublin)
Strzyżewice is een dorp in de Poolse woiwodschap Lublin. De plaats maakt deel uit van de gemeente Strzyżewice.